# Cantabria Baloncesto
El Cantabria Baloncesto fou un equip de bàsquet de la ciutat de Santander (Cantàbria), fundat l'any 1975 i desaparegut el 2009.

## Història
El Cantabria Baloncesto es funda el 1975 a Torrelavega amb el nom de Sociedad de Amigos del Baloncesto. Després de diversos anys per categories regionals, la temporada 92/93 aconsegueix l'ascens a la Lliga EBA; i després de tres temporades, la 96/97 ascendeix a la lliga LEB. Al primer any en aquesta categoria assoleix l'ascens a la Lliga ACB on va romandre cinc temporades, del 1997 al 2002. El 2002 descendeix de nou a la LEB. En 2004 l'equip es trasllada, no sense polèmica, de Torrelavega a la capital cantàbrica per a jugar al Palacio de Deportes de Santander. Al començament de 2007 ocupa la primera plaça de la LEB que dona dret a playoffs d'ascens a la lliga ACB. No obstant això, per problemes de finançament, el club descendeix a la quarta divisió del bàsquet espanyol desapareixent finalment el 2009.

## Palmarès
- 1 Copa Príncep d'Astúries: 1996-1997.

## Jugadors destacats
- Jordi Grimau